# Friends of Europe Publications
Die Friends of Europe waren eine britische Gruppe von Antifaschisten und Gegnern des NS-Regimes in den 1930er und 1940er Jahren. Die Gruppe wirkte vor allem durch Publikation einer Reihe von Schriften, von denen zwischen 1933 und 1939 über 70 erschienen. Inhalt der Schriften war zu einem erheblichen Teil nationalsozialistisches Propagandaschrifttum in englischer Übersetzung, meist in gekürzter und kommentierter Form.
Außerdem gab die Gruppe einen monatlich erscheinenden Newsletter sowie die ebenfalls monatlich erscheinende Zeitschrift Europe Tomorrow heraus.
Die Büros der Gesellschaft befanden sich in 122 St Stephen’s House, Westminster, London. Erster Sekretär war Rennie Smith, Labour-Abgeordneter für Penistone.